# Christian Scharpf
Christian Scharpf (* 5. August 1971 in Kösching bei Ingolstadt) ist ein deutscher Politiker (SPD). Vom 1. Mai 2020 bis zum 28. Februar 2025 war er Oberbürgermeister von Ingolstadt. Seit 1. März 2025 ist er Referent für Arbeit und Wirtschaft bei der Stadt München.

## Leben

### Kindheit und Studium
Scharpf wuchs in Ingolstadt und Gaimersheim auf. Nach Grund- und Hauptschule in Gaimersheim erlangte er 1988 an der Freiherr-von-Ickstatt-Realschule in Ingolstadt die Mittlere Reife. Der Ausbildung zum Bankkaufmann bei der Bayerischen Vereinsbank folgte der Erwerb der Allgemeinen Hochschulreife an der Berufsoberschule zu Ingolstadt (1993) und der Zivildienst in der Städtischen Seniorenbetreuung im Heilig-Geist-Spital. Das Studium der Rechtswissenschaften in Augsburg und München (mit dem Schwerpunkt auf Verwaltungsrecht) schloss er mit dem ersten und zweiten juristischen Staatsexamen ab (2001). 2004 wurde er mit einer Arbeit zur wirtschaftlichen Betätigung kommunaler Unternehmen zum Dr. jur. promoviert; ein Aufbaustudium für Europäisches und Internationales Wirtschaftsrecht zum LL.M. (EUR) absolvierte er an der Ludwig-Maximilians-Universität München.

### Berufliche Tätigkeiten
Nach einer Tätigkeit als Rechtsanwalt (2002–2004) trat er 2004 in den Dienst der Landeshauptstadt München ein, wo er zunächst in der Rechtsabteilung des Direktoriums juristisch arbeitete. Von 2010 bis 2012 war er als persönlicher Mitarbeiter des Oberbürgermeisters Christian Ude im OB-Büro tätig. Von 2012 bis 2020 war er im Rang eines Stadtdirektors leitender Beamter im Direktorium der Landeshauptstadt München.
Am 23. Oktober 2024 wurde Scharpf zum neuen Münchner Referenten für Wirtschaft und Arbeit gewählt. Er soll das Amt am 1. März 2025 antreten. Dafür will er den Posten des Ingolstädter Oberbürgermeisters aufgeben.

### Privates
Scharpf ist verheiratet mit der Ärztin Stefanie Geith und hat vier Kinder.

## Politik
Christian Scharpf ist seit 1988 SPD-Mitglied und war in den 1990er-Jahren u. a. Juso-Unterbezirksvorsitzender im Landkreis Eichstätt. Scharpf hatte bis 2020 kein politisches Mandat, war jedoch im Münchner Rathaus mehr als ein Jahrzehnt für die dortige Stadtspitze unter den SPD-Oberbürgermeistern Christian Ude und Dieter Reiter tätig. Er bewarb sich mit dem Slogan „Zeit für einen politischen Neuanfang“ in seiner Heimatstadt Ingolstadt bei der Kommunalwahl.
Scharpf bewarb sich bei der Kommunalwahl 2020 mit acht weiteren Bewerbern um das Amt des Oberbürgermeisters von Ingolstadt. Im ersten Wahlgang erhielt er 33,6 % der Stimmen, Amtsinhaber Christian Lösel (CSU) kam auf 33,8 %. In der Stichwahl erreichte er mit 59,3 % die Stimmenmehrheit; die Wahlbeteiligung betrug in der Stichwahl 57,6 %. Es gelang ihm, nach 48 Jahren den OB-Sessel für die SPD in Ingolstadt zurückzuerobern.